# Anna Schaffelhuber
Anna Katharina Schaffelhuber (Ratisbona, 26 de enero de 1993) es una deportista alemana que compite en esquí alpino adaptado. Ganó nueve medallas en los Juegos Paralímpicos de Invierno entre los años 2010 y 2018.

## Palmarés internacional
| Juegos Paralímpicos | Juegos Paralímpicos         | Juegos Paralímpicos | Juegos Paralímpicos     |
| Año                 | Lugar                       | Medalla             | Prueba                  |
| ------------------- | --------------------------- | ------------------- | ----------------------- |
| 2010                | Vancouver (Canadá)          | Medalla de bronce   | Supergigante sentado    |
| 2014                | Sochi (Rusia)               | Medalla de oro      | Descenso sentado        |
| 2014                | Sochi (Rusia)               | Medalla de oro      | Eslalon sentado         |
| 2014                | Sochi (Rusia)               | Medalla de oro      | Eslalon gigante sentado |
| 2014                | Sochi (Rusia)               | Medalla de oro      | Supergigante sentado    |
| 2014                | Sochi (Rusia)               | Medalla de oro      | Supercombinada sentado  |
| 2018                | Pyeongchang (Corea del Sur) | Medalla de oro      | Descenso sentado        |
| 2018                | Pyeongchang (Corea del Sur) | Medalla de oro      | Supergigante sentado    |
| 2018                | Pyeongchang (Corea del Sur) | Medalla de plata    | Supercombinada sentado  |